# Olympische Sommerspiele 1956/Teilnehmer (Argentinien)
| Gelbes Symbol für Goldmedaillen mit stilisierten Olympischen Ringen | Graues Symbol für Silbermedaillen mit stilisierten Olympischen Ringen | Braundes Symbol für Bronzemedaillen mit stilisierten Olympischen Ringen |
| ------------------------------------------------------------------- | --------------------------------------------------------------------- | ----------------------------------------------------------------------- |
| —                                                                   | 1                                                                     | 1                                                                       |

Argentinien nahm an den Olympischen Sommerspielen 1956 im australischen Melbourne und im schwedischen Stockholm (nur Wettbewerbe im Reitsport) mit einer Delegation von 35 Sportlern, 34 Männer und eine Frau, an 27 Wettkämpfen in acht Sportarten teil.
Seit 1900 war es die zehnte Teilnahme Argentiniens an Olympischen Sommerspielen.
Jüngster Athlet war mit 17 Jahren und 144 Tagen der Boxer Tristán Falfán, ältester Athlet der Segler Jorge Salas Chávez (42 Jahre und 133 Tage).

## Flaggenträger
Die Diskuswerfern Isabel Avellán trug die Flagge Argentiniens während der Eröffnungsfeier im Olympiastadion.

## Medaillen
Mit je einer gewonnenen Silber- und Bronzemedaille belegte das argentinische Team Platz 29 im Medaillenspiegel.

### Silber
| Name              | Sportart     | Wettbewerb    |
| ----------------- | ------------ | ------------- |
| Humberto Selvetti | Gewichtheben | Schwergewicht |

### Bronze
| Name           | Sportart | Wettbewerb    |
| -------------- | -------- | ------------- |
| Víctor Zalazar | Boxen    | Mittelgewicht |

## Teilnehmer nach Sportarten

### Boxen
Herren
- Rodolfo Díaz
  - Halbschwergewicht

Rang fünf
Runde eins: Freilos
Viertelfinale: Niederlage gegen James Boyd aus den USA (Entscheidung)

- Tristán Falfán
  - Federgewicht

Rang fünf
Runde eins: Freilos
Runde zwei: Sieg gegen Maurice White aus Pakistan durch technischen KO in der zweiten Runde
Viertelfinale: Niederlage gegen Henryk Niedźwiedzki aus Polen durch Aufgabe in der ersten Runde

- Francisco Gelaberti
  - Weltergewicht

Rang fünf
Runde eins: Sieg gegen Walter Kozak aus Kanada durch Punktrichterentscheidung
Viertelfinale: Niederlage gegen Nicholas Gargano aus Großbritannien durch Punktrichterentscheidung

- José Giorgetti
  - Schwergewicht

Rang fünf
Runde eins: Freilos
Viertelfinale: Niederlage gegen Daan Bekker aus Südafrika durch technischen KO in der ersten Runde

- Abel Laudonio
  - Fliegengewicht

Rang neun
Runde eins: Sieg gegen Eddie Ludick aus Südafrika durch Punktrichterentscheidung
Runde zwei: Niederlage gegen Terry Spinks aus Großbritannien durch Punktrichterentscheidung

- Antonio Marcilla
  - Halbweltergewicht

Rang fünf
Runde eins: gegen Chune Pattapongse aus Thailand durch technischen KO in der ersten Runde durchgesetzt
Runde zwei: Sieg gegen Leopold Potesil aus Österreich nach Punkten
Viertelfinale: Niederlage gegen Franco Nenci aus Italien durch Punktrichterentscheidung

- Francisco Núñez
Rang 17
Runde eins: ausgeschieden gegen Anatoli Nikolajewitsch Lagetko aus der Sowjetunion (Punktrichterentscheidung)

- Alberto Sáenz
  - Halbmittelgewicht

Rang fünf
Runde eins: Freilos
Viertelfinale: Niederlage gegen László Papp aus Ungarn durch technischen KO in der dritten Runde

- Carmelo Tomaselli
  - Bantamgewicht

Rang fünf
Runde eins: Freilos
Runde zwei: Sieg gegen Vichai Limcharern aus Thailand durch Punktrichterentscheidung
Viertelfinale: Niederlage gegen Song Sun-Cheon aus Südkorea nach Punkten

- Víctor Zalazar
Rang drei 
Runde eins: Sieg gegen Stig Sjölin aus Schweden durch Punktrichterentscheidung
Viertelfinale: gegen Dieter Wemhöner aus Deutschland nach Punkten durchgesetzt
Halbfinale: Niederlage gegen Gennadi Iwanowitsch Schatkow durch Aufgabe in Runde zwei

### Fechten
Herren
- Santiago Massini
  - Degen

Runde eins: Gruppe drei, kein Duell gewonnen – fünf verloren. 25 Treffer erlitten – 13 erzielt, nicht für das Viertelfinale qualifiziert
4:5-Niederlage gegen Richard Pew aus den USA
0:5-Niederlage gegen Per Carleson aus Schweden
3:5-Niederlage gegen Roger Achten aus Belgien
3:5-Niederlage gegen Richard Stone aus Australien
3:5-Niederlage gegen Emilio Echeverri aus Kolumbien
  - Florett

Runde eins: Gruppe drei, ein Duell gewonnen – fünf verloren. 26 Treffer erlitten – 19 erzielt, nicht für das Halbfinale qualifiziert
4:5-Niederlage gegen Claude Netter aus Frankreich
3:5-Niederlage gegen Brian McCowage aus Australien
2:5-Niederlage gegen Raymond Paul aus Großbritannien
2:5-Niederlage gegen Giancarlo Bergamini aus Italien
3:5-Niederlage gegen Ghislain Delaunois aus Belgien
5:1-Sieg gegen Byron Krieger aus den USA

### Gewichtheben
Herren
- Carlos Seigelshifer
  - Mittelschwergewicht

Finale: 237,5 kg, Wettkampf nicht beendet
Militärpresse: 125,0 kg, Rang acht
Reißen: 112,5 kg, Rang zehn
Stoßen: kein gültiger Versuch

- Humberto Selvetti
  - Schwergewicht

Finale: 500,0 kg, Rang zwei 
Militärpresse: 175,0 kg, Rang eins
Reißen: 145,0 kg, Rang eins
Stoßen: 180,0 kg, Rang zwei

### Leichtathletik
Damen
- Isabel Avellán
  - Diskuswurf

Qualifikationsrunde: 43,66 Meter, Rang neun, für das Finale qualifiziert
Versuch eins: 40,91 Meter
Versuch zwei: 43,66 Meter
Versuch drei: ausgelassen
Finale: 46,73 Meter, Rang sechs
Versuch eins: 46,73 Meter
Versuch zwei: 44,84 Meter
Versuch drei: 42,69 Meter
Versuch vier: 46,31 Meter
Versuch fünf: 43,88 Meter
Versuch sechs: 44,35 Meter

Herren
- Günther Kruse
  - Diskuswurf

Qualifikationsrunde: 47,87 Meter, Rang elf, für das Finale qualifiziert
Versuch eins: 46,28 Meter
Versuch zwei: 47,87 Meter
Versuch drei: ausgelassen
Finale: 49,89 Meter, Rang elf
Versuch eins: 49,12 Meter
Versuch zwei: 45,92 Meter
Versuch drei: 49,89 Meter

### Moderner Fünfkampf
Herren
- Luis Ribera
  - Einzel

Finale: 4.248,5 Punkte, Rang elf
Crosslauf: 979,0 Punkte, 15:07,0 Minuten, Rang 21
Degenfechten: 667,0 Punkte, 17 Siege, Rang 17
Pistolenschießen: 620,0 Punkte, 176 Punkte, Rang 29
Schwimmen: 930,0 Punkte, 4:14,1 Minuten, Rang 13
Springreiten: 1.052,5 Punkte, 9:39,0 Minuten, Rang drei

### Reiten
- Eduardo Cano
- Jorge Cavoti
- Carlos D’Elia
- Naldo Dasso
- Carlos de la Serna
- Pedro Mayorga
- Juan Martín Merbilháa

### Ringen
Herren
Freistil
- Adolfo Díaz
  - Bantamgewicht

ausgeschieden nach Runde drei mit sieben Minuspunkten
Runde eins: Sieg gegen Omer Vercouteren aus Belgien (3:0), ein Minuspunkt
Runde zwei: Niederlage gegen Fred Kämmerer aus Deutschland (0:3), vier Minuspunkte
Runde drei: Schulterniederlage gegen Minoru Iizuka aus Japan, sieben Minuspunkte

- Juan Rolón
  - Leichtgewicht

ausgeschieden nach Runde drei mit sieben Minuspunkten
Runde eins: Schulterniederlage gegen Gyula Tóth aus Ungarn, drei Minuspunkte
Runde zwei: Sieg gegen David Schumacher aus Australien (3:0), drei Minuspunkte
Runde drei: Schulterniederlage gegen Shigeru Kasahara aus Japan. sechs Minuspunkte

Griechisch-Römisch
- Adolfo Díaz
  - Bantamgewicht

ausgeschieden nach Runde drei mit fünf Minuspunkten
Runde eins: Schultersieg gegen Ronald Sweeney aus Australien, null Minuspunkte
Runde zwei: Niederlage gegen Reijo Nykänen aus Finnland (1:2), zwei Minuspunkte
Runde drei: Schulterniederlage gegen Imre Hódos aus Ungarn, fünf Minuspunkte

- Juan Rolón
  - Leichtgewicht

ausgeschieden nach Runde zwei mit sechs Minuspunkten
Runde eins: Niederlage gegen Rıza Doğan aus der Türkei (0:3), drei Minuspunkte
Runde zwei: Niederlage gegen Dumitru Gheorghe aus der Rumänien (0:3), sechs Minuspunkte

### Schießen
Herren
- León Bozzi
  - Tontaubenschießen

Finale: 146 Punkte, Rang 27

- Oscar Cervo
  - Schnellfeuerpistole

Finale: 580 Punkte, 60 Treffer, Rang fünf
Runde eins: 289 Punkte, 30 Treffer, Rang sechs
Runde zwei: 291 Punkte, 30 Treffer, Rang vier

- Juan Gindre
  - Tontaubenschießen

Finale: 170 Punkte, Rang 16

- Alberto Martijena
  - Freie Scheibenpistole

Finale: 526 Punkte, Rang 18
Runde eins: 85 Punkte, Rang 18
Runde zwei: 91 Punkte, Rang acht
Runde drei: 91 Punkte, Rang acht
Runde vier: 88 Punkte, Rang 17
Runde fünf: 88 Punkte, Rang 22
Runde sechs: 83 Punkte, Rang 29

### Segeln
Herren

Drachen
- Ergebnisse
Finale: 4.225 Punkte, Rang vier
Rennen eins: 828 Punkte, 3:09:04 Stunden, Rang drei
Rennen zwei: 402 Punkte, 3:16:49 Stunden, Rang acht
Rennen drei: 1.004 Punkte, 4:05:48 Stunden, Rang zwei
Rennen vier: 460 Punkte, 3:07:26 Stunden, Rang sieben
Rennen fünf: Rennen nicht beendet (DNF)
Rennen sechs: 828 Punkte, 4:10:00 Stunden, Rang drei
Rennen sieben: 703 Punkte, 3:08:54 Stunden, Rang vier
- Mannschaft
Boris Belada
Arnoldo Pekelharing
Jorge Salas Chávez

Star
- Ergebnisse
Finale: 1.260 Punkte, Rang elf
Rennen eins: 226 Punkte, 3:09:00 Stunden, Rang neun
Rennen zwei: 402 Punkte, 3:15:44 Stunden, Rang sechs
Rennen drei: 180 Punkte, 3:37:59 Stunden, Rang zehn
Rennen vier: Rennen nicht beendet (DNF)
Rennen fünf: 226 Punkte, 3:10:32 Stunden, Rang neun
Rennen sechs: Rennen nicht beendet (DNF)
Rennen sieben: 226 Punkte, 3:09:57 Stunden, Rang neun
- Mannschaft
Jorge Brown
Ovidio Lagos

Einzel
- Esteban Berisso
  - Finn-Dinghy

Finale: 1.403 Punkte, Rang 18
Rennen eins: 147 Punkte, 3:40:41 Stunden, Rang 18
Rennen zwei: 256 Punkte, 3:41:50 Stunden, Rang 14
Rennen drei: 288 Punkte, 3:51:32 Stunden, Rang 13
Rennen vier: 198 Punkte, 3:23:36 Stunden, Rang 16
Rennen fünf: 226 Punkte, 3:37:37 Stunden, Rang 15
Rennen sechs: 288 Punkte, 3:30:32 Stunden, Rang 13
Rennen sieben: Rennen nicht beendet (DNF)